# Gynandromyia basilewskyi
Gynandromyia basilewskyi là một loài ruồi trong họ Tachinidae.